# Ledava
Die Lendva, deutsch historisch als ganzes, heute nur am Oberlauf Limbach, slowenisch Ledava, ungarisch Lendva-patak, kroatisch Ledava, ist ein Fluss, der in der Südoststeiermark entspringt, das Prekmurje durchquert und an der slowenisch-kroatisch-ungarischen Grenze in die Mur mündet.

## Lauf und Landschaft
Der Fluss entspringt im Ort Pichla im Gemeindegebiet Kapfenstein, am Ostfuß des Gleichenberger Kogels (598 m ü. A.), auf etwa 300 m ü. A. Der Oberlauf wird bis Kölldorf auch Limbach oder Pichlagraben genannt, bis zur Staatsgrenze auch Lendvabach. Dorthin rinnt er südostwärts, wobei er bei Kalch (Gemeinde Neuhaus) die Südspitze des Burgenlands durchquert. Dort durchbricht er am Wachtriegel sowie zwischen Serdiški breg (416 m. i. J.) und Stadelberg (Sotinski breg, 418 m. i. J.) jenen Kamm des Oststeirischen Hügellands, der die Grenze zu Slowenien und Ungarn bildet. Ab dann fließt die Ledava, wie sie in Slowenien heißt, primär südwärts, durchs Tal von Rogašovci durch die Hügel des Goričko. Hier befindet sich der Stausee Ledavsko jezero, in dem sie den Lukaj von links aufnimmt.

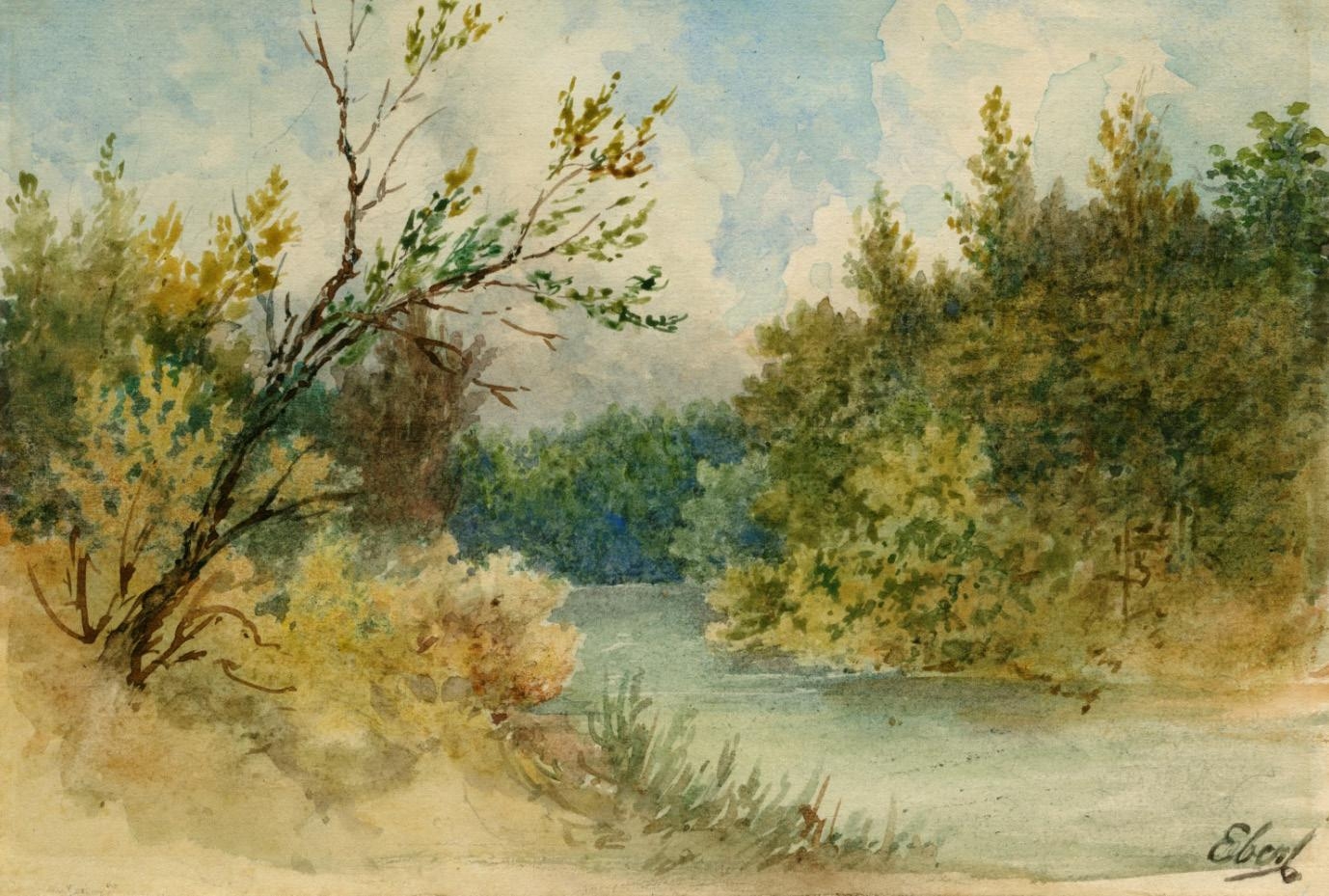
Alojz Eberl, um 1880

Östlich von Bad Radkersburg, dem Südostspitz der Steiermark, tritt sie nach gut 20 Kilometer Lauf in die Ebene des Ravensko ein, den Nordteil des Pomurska ravan (‚Murebene‘). Durch diese fließt sie wieder südostwärts, parallel zur Mur (Mura), und nimmt einige kleinere Bäche auf. Sie durchquert die Stadt Murska Sobota, wo der Puconski potok mündet, und der Ledava-Mur-Kanal abgeht. In Folge geht die Ledava durch die Gegend Dolinsko, beiderseits von Kanälen begleitet. Der südliche heißt Crni potok, der nördliche Radmozanski kanal (prekop). Nach gut 40 Kilometern in dieser Ebene erreicht die Ledava die Stadt Lendava (ungarisch Lendva, deutsch Unterlimbach). Hier mündet von links der Kobiljanski kanal, er führt die Bukovnica zu, die die Ledava ein Stück ebenfalls schon als Kanal nördlich begleitet hat, wie auch die Bäche von der Ostabdachung der Goričko aus Ungarn. 
Nach Lendava ist die Ledava noch immer gut 15 Kilometer von ihrer Mündung entfernt, nähert sich nördlich Mursko Središće der Mur aber schon auf zwei Kilometer an. Diese Gegend heißt Lendovsko dolinsko (‚Untere Limbacher Talung‘), nördlich liegt ein weiteres Hügelgebiet, die Lendavske gorice. Ab südlich Pince (A5-M70-Grenzübergang) bildet sie auf ihren letzten etwa 6 Kilometern die slowenisch-ungarische Grenze. Ab Einmündung der Kerka (Krka) aus Ungarn entsteht ein schon mit der Mur verflochtenes Netz aus Altarmen und Feuchtgebiet. Hier ist die Grenze zwischen Slowenien, Ungarn und Kroatien ungeklärt, Slowenien gibt sein Staatsgebiet bis zur Mündung südlich von Muraszemenye, nach der amtlichen Karte dieses Landes mündet aber die Ledava in die Krka. Ungarn gibt die kroatisch-ungarische Grenze schon gut 1½ Kilometer vorher, ab der Mündung der Kerka in die Ledava. Murgegenüber liegt die kroatische Gemeinde Podturen in der Landschaft Međimurje (‚Zwischenstromland der Mur‘ zur Drau).
Dieses Dreiländereck ist auch der östlichste Punkt Sloweniens.

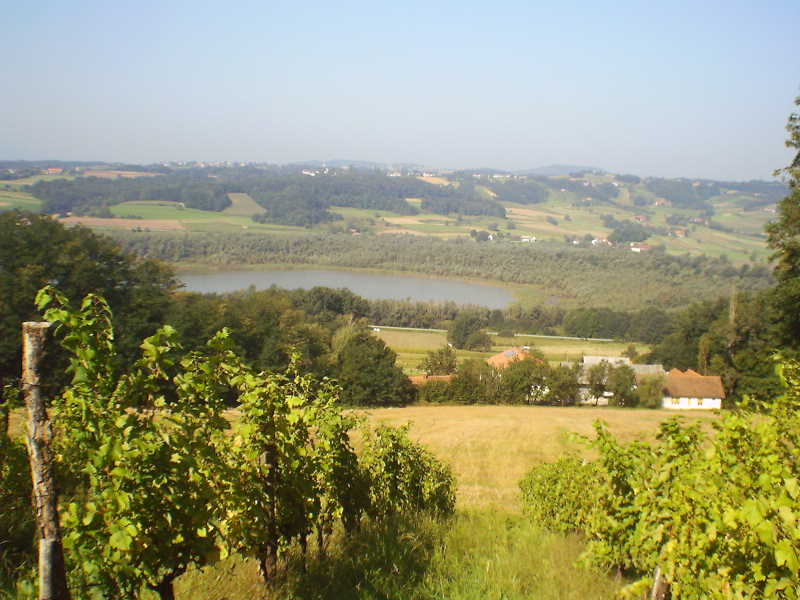
Ledavsko jezero
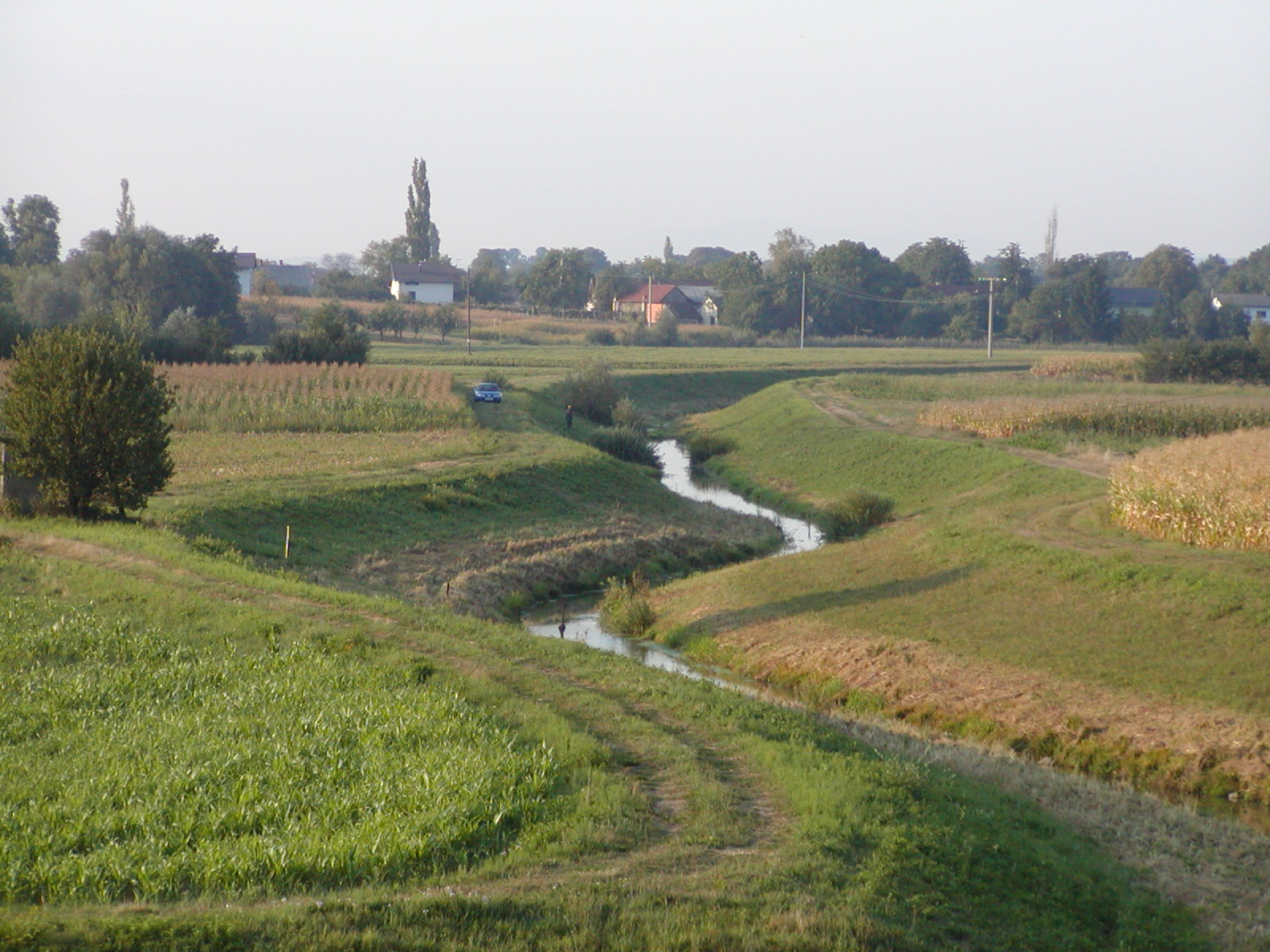
Restwasserstrecke unterhalb des Stausees
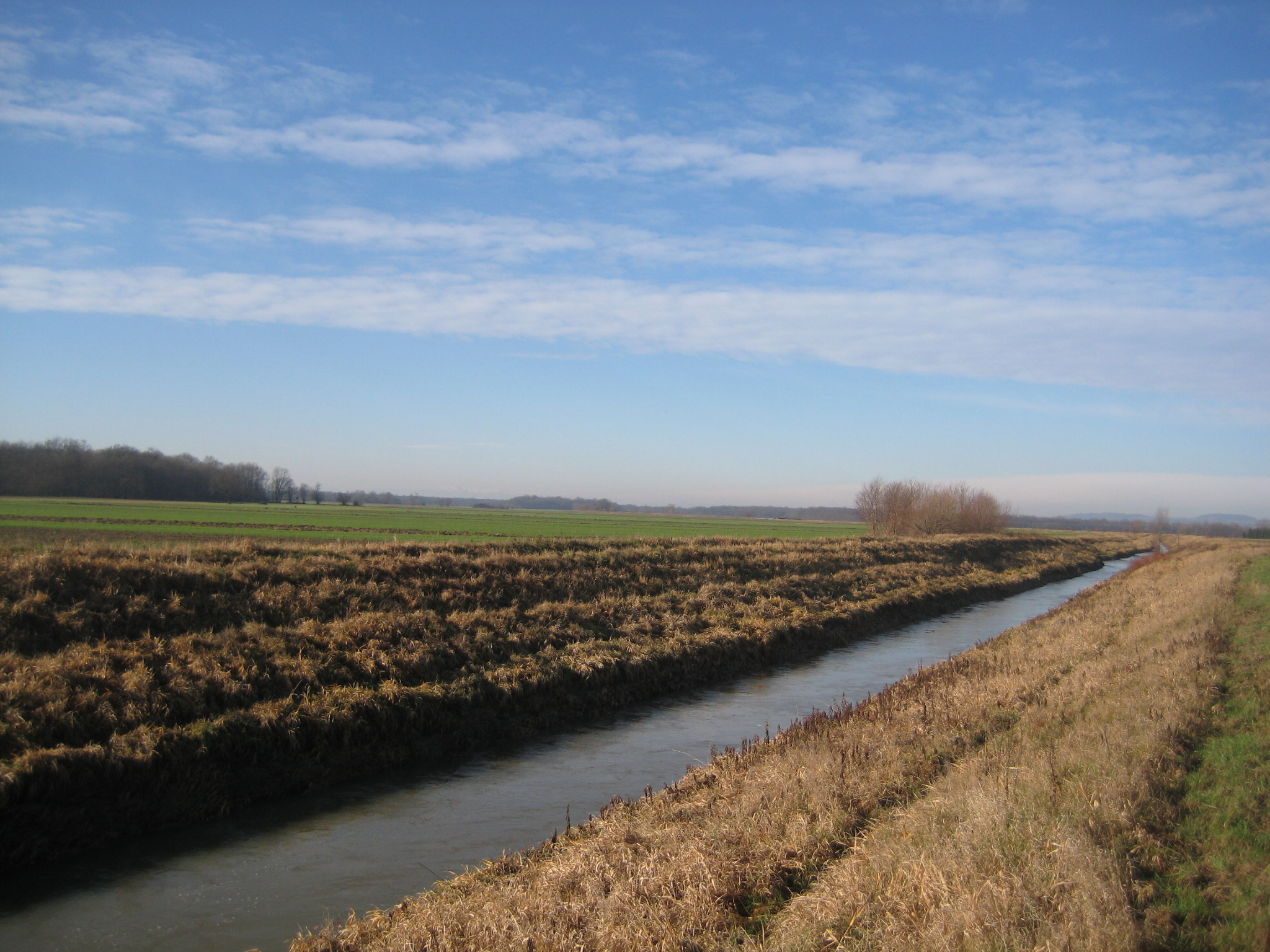
Kanalisierte Strecke bei Polana (Murska Sobota)
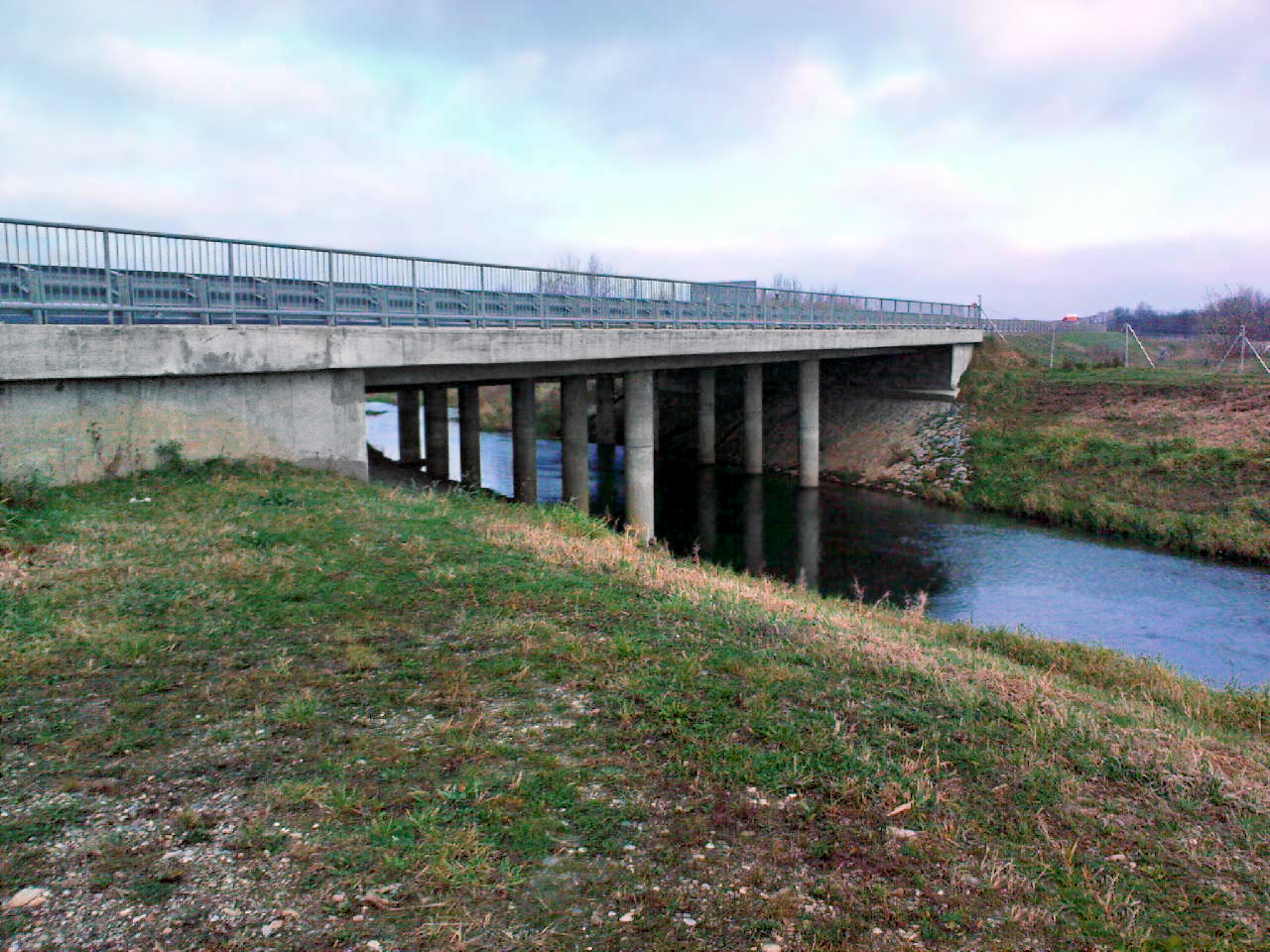
A5-Brücke bei Lendava